# Pi Puppis
Pi Puppis (82 Puppis) é uma estrela na direção da constelação de Puppis. Possui uma ascensão reta de 07h 17m 08.56s e uma declinação de −37° 05′ 51.0″. Sua magnitude aparente é igual a 2.71. Considerando sua distância de 1094 anos-luz em relação à Terra, sua magnitude absoluta é igual a −4.92. Pertence à classe espectral K3Ib.